# Klara Prast
Klara Prast (también conocida como Torre de Flor o Rosa Roja) es un personaje ficticio, una superheroína que aparece en Marvel Comics, Runaways. Cuando los Runaways desplazados en el tiempo aterrizaron en 1907, se encuentran con Klara, una niña de ascendencia alemana de 12 años que tuvo que vivir para servir a su marido abusivo de mediana edad. La habilidad de Klara es controlar o "hablar" (como ella lo dice) con las plantas. Su nombre es un juego de palabras sobre la palabra cloroplasto, relacionado con sus poderes de planta. Cuando su familia descubrió sus poderes, la casaron con alguien que se mudó a Estados Unidos (a pesar de que todavía era una niña), donde se encontró con los Runaways en 1907, que luego la trajo de regreso al presente con ellos. Klara tiene aproximadamente la edad de Molly, tiene el pelo negro azabache trenzado en una trenza y ojos grises.

## Historial de publicaciones
Klara Prast apareció por primera vez en Runaways Vol. 2 # 27 y fue creado por el escritor Joss Whedon y el artista Michael Ryan. Este era el personaje que Whedon había mencionado que agregaría cuando comenzara su gestión del libro.

## Biografía del personaje ficticio

### 1907
Los lectores primero se presentan a Klara después de que los Runaways ayudaron a detener un incendio en una fábrica llena de niños en la ciudad de Nueva York en el año 1907, donde se habían desplazado debido a un dispositivo creado por los padres de Gert. Si la historia hubiera transcurrido normalmente, Klara habría muerto ese día, el 27 de junio de 1907. Después de apagar el incendio, Karolina atraviesa la fábrica en busca de supervivientes y cruza un puente de vides de rosas a través de un agujero en el pared y echa un vistazo a Klara mientras huye.
Más tarde esa noche, Karolina encuentra rosas y espías similares en una ventana, donde ve a la joven Klara a punto de ser vencida por un hombre mayor por no vender las flores por dinero, lo que enfureció enormemente a Karolina. Al día siguiente, Karolina lleva a Molly con ella para confrontar a Klara sobre sus poderes, y le dice que no se preocupe. Cuando Molly pregunta si le gustaría unirse al equipo para alejarse de su vida abusiva, se sorprenden al saber que no es tan fácil para ella, ya que el hombre que Karolina vio no era su padre sino su esposo. Le deja claro a Karolina, aunque Molly no parece entender, que él la abusa física y sexualmente. Más tarde, sin embargo, Molly se refiere al "deber" de Klara con su esposo como "no solo un pecado", sugiriendo que entiende más de lo que deja ver.
Resultó que la familia de Klara la había casado con el Sr. Prast (que viajaba a América) y le dio la espalda porque su madre la había visto como algo profano y calificó sus poderes como una "maldición". Karolina y Molly logran persuadir a Klara para que vaya con ellos, aunque vacilante. Klara se asusta y sale corriendo después de ver a Karolina y Xavin, en su forma femenina, tener un momento íntimo, que ella encuentra que está equivocada debido a su educación conservadora. Molly se enfrenta a ella en esto y la deja triste, diciendo que está actuando como otro adulto. Más tarde, justo después de la gran batalla callejera de Runaways, encuentran a Klara maltratada y magullada por su marido. El equipo acepta gustosamente que ella venga con ellos, volviendo al mismo punto que dejaron.

### Invasión Secreta
Al comienzo de los Runaways / Young Avengers vinculados a Secret Invasion, el equipo todavía está fresco al regresar al presente y le da a Klara una última visita a la versión actual de la ciudad de Nueva York antes de regresar a California. Klara es la primera del grupo en detectar las naves Skrull que descienden sobre la ciudad, y después de que comienza la invasión, es eliminada, junto con el resto del equipo, por su propio miembro de Skrull, Xavin, mientras intenta protégelos de estos Skrulls a quienes él reconoce como extremistas religiosos. Klara luego juega un papel vital en la batalla entre los dos equipos y el Skrull conocido como Chrell, el antiguo mentor de Xavin y un poderoso miembro del ejército invasor. Como los otros Runaways, menos Xavin, están atrapados en sus garras, Klara logra hacer que un árbol grande brote bajo los pies de Chrell, envolviéndolo y permitiendo que los demás sean liberados, lo que cambia el rumbo de la batalla en su contra.

### Los Ángeles
Cuando los Runaways finalmente regresan a Los Ángeles, Klara está constantemente asombrada de los diversos inventos y avances que ha hecho el mundo, desde la televisión hasta la comida; no se da cuenta de que amenazas tan sobrehumanas como las invasiones alienígenas y otras crisis que enfrentan los Runaways no son también partes típicas y aceptadas de su nueva era. Cuando el equipo hace un viaje al centro comercial local para que Chase busque un trabajo, un gerente de una estación de radio local cae sobre una barandilla alta, y Klara inmediatamente se pone en acción, ordenando que las plantas de interior crezcan y lo atrapen, luego vuelve a echarte cuando esté a salvo. El equipo luego gana un retiro del centro comercial, con la esperanza de que nadie los haya notado. Mientras los Runaways se separan lentamente debido al hechizo de Nico, Molly y Klara van a construir un fuerte. Después de una larga charla con Molly, una sonriente Klara bromea: "Barcos que navegan en el cielo. Parques llenos de dinosaurios. Nunca me voy a acostumbrar a este siglo".

### Educación en el hogar
En Runaways vol. 3 # 11, el primer número escrito por Kathryn Immonen y dibujado por Sara Pichelli, Chase, Nico, Victor y Karolina celebran un baile de graduación. Una fuente externa se las arregla para enviar un UAV volando hacia la casa de los Runaways en Malibu, en la sala de estar de arriba, donde se encuentran Klara y Old Lace. Nico, Victor y Karolina se apresuran a salvar a Klara y Old Lace. Sin embargo, al llegar a la cima, se revela que Old Lace había protegido a Klara, quien termina con vida. Old Lace, sin embargo, muere lentamente. Chase, en la sala de estar de la planta baja, la siente morir, como parte de su conexión con él, se acurruca para disculparse con Gertrude Yorkes. Klara, que se recupera del ataque, termina ensangrentada. Grita pidiendo que le quiten el cuerpo a Old Lace, y en cuestión de minutos, toda la casa está cubierta de largas y retorcidas enredaderas, Nico termina casi estrangulada.

### Mejores Amigas por Siempre
En Runaways vol. 5 # 11, los Runaways intentan rescatar a Klara de su nueva familia, pero Klara rechazó su invitación diciendo que no quiere vivir como una fugitiva. Ella reconoce que tuvo trabajo para superar sus preconcepciones y prejuicios sobre la homosexualidad, pero está contenta con sus dos padres de crianza temporal. Ella no creía que todos los adultos fueran malvados como ella también usaba. La pandilla entendió y respetó la decisión de Klara y se fue con una Molly con el corazón roto.

## Poderes y habilidades
Klara tiene la capacidad de controlar y manipular el crecimiento y el movimiento de las plantas a voluntad y con una facilidad increíble, demostrada con frecuencia, conocida como clorokinesis. A ella le gusta describir esta habilidad como "hablar con" las plantas, algo que dice que hizo en la granja de su familia en Berna. Un ejemplo de ella hablando en realidad con las plantas llega cuando Klara logra salvar a un gerente de estación de radio para que no se caiga y grite "¡crece!" lo que provocó que la vida de las plantas del centro comercial estallara de sus plantadores y lo salvara, y luego "gracias, sí, acuéstate" cuando haya terminado.
Parece ser capaz de manipular cualquier tipo de material vegetal, pero tiene una afinidad por las rosas, ya que le "responden". Klara una vez causó que grandes y violentas enredaderas salieran del suelo y la protegieran. Además, las plantas que manipula también parecen reaccionar a las emociones de Klara; como cuando Molly deja triste a Klara después de confrontarla con su actitud hacia sus amigos, las rosas en las enredaderas comienzan a marchitarse.
Completamente ajeno al mundo moderno, Klara es tímida y no tiene habilidades de combate para hablar. Cuando está en pánico o molesta, su control sobre sus habilidades sufre mucho, y esto puede provocar que sus plantas ataquen a cualquiera que se le acerque, incluidos sus propios amigos. Klara ha mencionado que no puede nadar. También habla inglés y alemán.
En 2010, El Oficial Libro de Marvel Universe confirmó que ella era de hecho una mutante genética.

## Personalidad
Además de Karolina, Molly es el único miembro con el que Klara se relaciona, debido a su edad, aunque puede parecer que Klara es "mucho mayor y más sabia que Molly por la forma en que creció y la vida que ya experimentó". Sin embargo, vivir en el siglo XXI la ha hecho experimentar la diversión y las alegrías de la vida.

## Relaciones con otros Runaways

### Molly Hayes
Cuando viajan al pasado, Karolina le presenta a Molly a Klara porque tienen más edad. Molly la invita a unirse al equipo, y juntos logran convencerla de que vaya con ellos para escapar de su trágico destino de estar casada con un marido abusivo (los detalles de los cuales Molly no parece entender por completo debido a su refugio vida).
Cuando Klara está molesta por la relación lésbica aparentemente interracial de Karolina, provoca una brecha entre ella y Molly, ya que Molly defiende a Karolina y no puede relacionarse con las actitudes homofóbicas y racistas de Klara, como resultado de su educación. Klara está visiblemente entristecida por la confrontación (sus emociones se reflejan en sus rosas) y se va.
Mientras que Molly se ha acercado a Xavin, Klara no (Xavin fue quien vio besarse a Karolina) y esta es una de las cosas que los dos niños de doce años todavía tienen que resolver en el proceso de solidificación de su amistad. También tienen personalidades muy diferentes, con Molly sintiéndose joven en comparación con Klara, que ha soportado muchas dificultades en su vida.